# دار الآثار الإسلامية
دار الآثار الإسلامية هي مؤسسة ثقافية كويتية تأسست في تاريخ 23 فبراير 1983، وتضم مجموعة فنية كويتية خاصة، يملكها الشيخ ناصر صباح الأحمد الصباح وزوجته الشيخة حصة صباح السالم الصباح، المشرفة العامة على الدار. تقع في مدينة الكويت قرب المستشفى الأمريكي على امتداد شارع الخليج العربي. تتخذ من مركز الأمريكاني الثقافي مقراً مؤقتاً لها، بينما يُعاد بناء مبنى دار الآثار الإسلامية في متحف الكويت الوطني.

## نبذة
تأسست دار الآثار الإسلامية بهدف عرض وإدارة مجموعة الصباح للفن الإسلامي، والتي أُعيرت بشكل دائم لدولة الكويت تحت إشراف المجلس الوطني للثقافة والفنون والآداب. تحتفظ المجموعة بكل سمات الفن الإسلامي، وتضم أكثر من 20,000 تحفة فنية تمتد جذورها من الصين إلى بلاد الأندلس، وتغطي فترات زمنية من القرن الأول حتى الثالث عشر الهجري. كما تحتوي على مكتبة متخصصة تضم مجموعة من الكتب النادرة تعود إلى القرن التاسع عشر الميلادي، وتُصدر مؤلفات تسلط الضوء على الدراسات المتعلقة بالفن والحضارة الإسلامية.
تتميز تحف دار الآثار الإسلامية  بتنوع فريد يشمل المجوهرات، والزجاج، والمعادن، والنسيج، والخزف، والمخطوطات، والحجر، والخشب، والعاج، والسجاد والمخطوطات القرآنية والعلمية. تضم مكتبة الدار مجموعة من الكتب والمراجع النادرة باللغات العربية وغيرها.

## معرض الصور

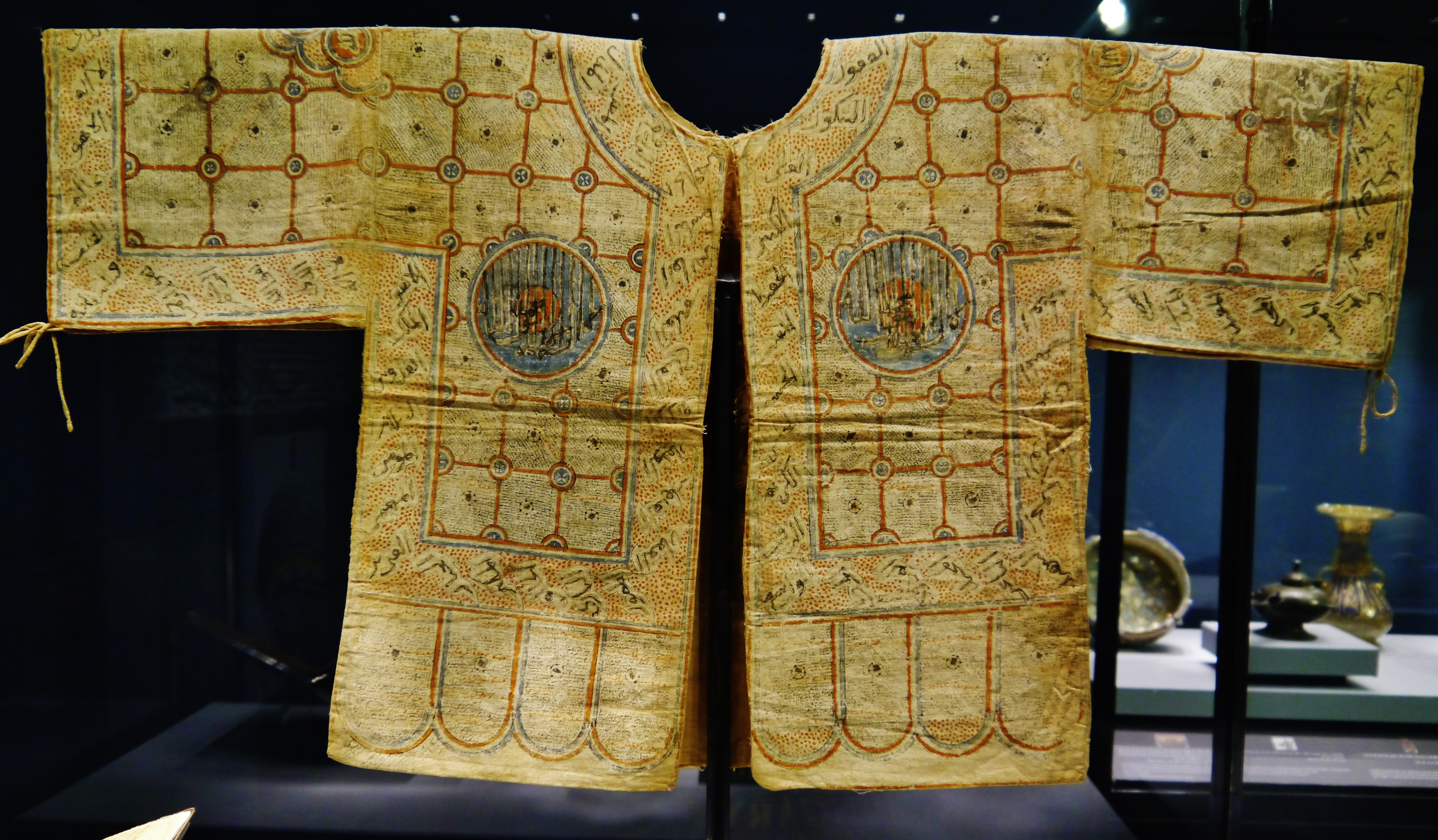
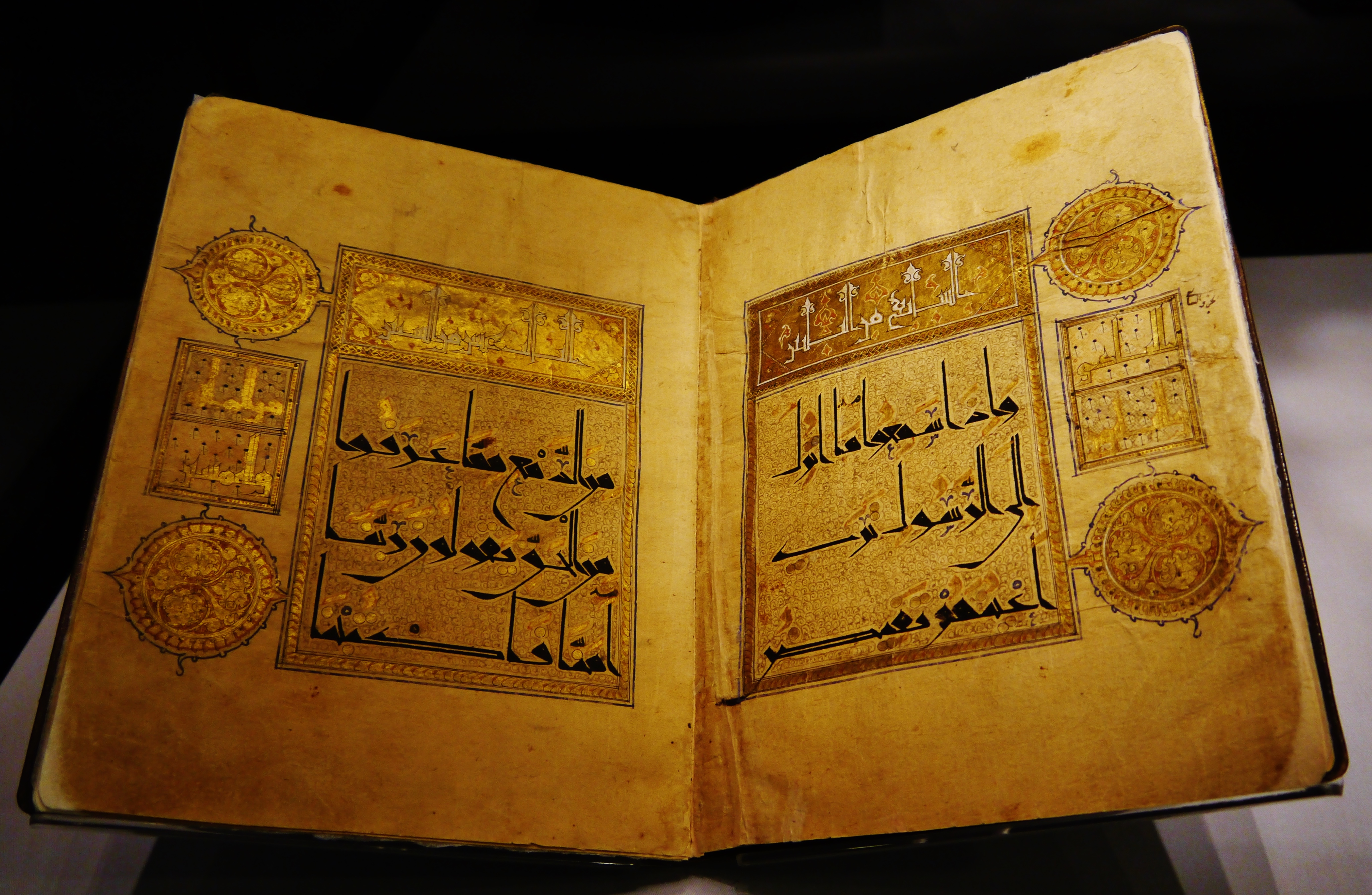
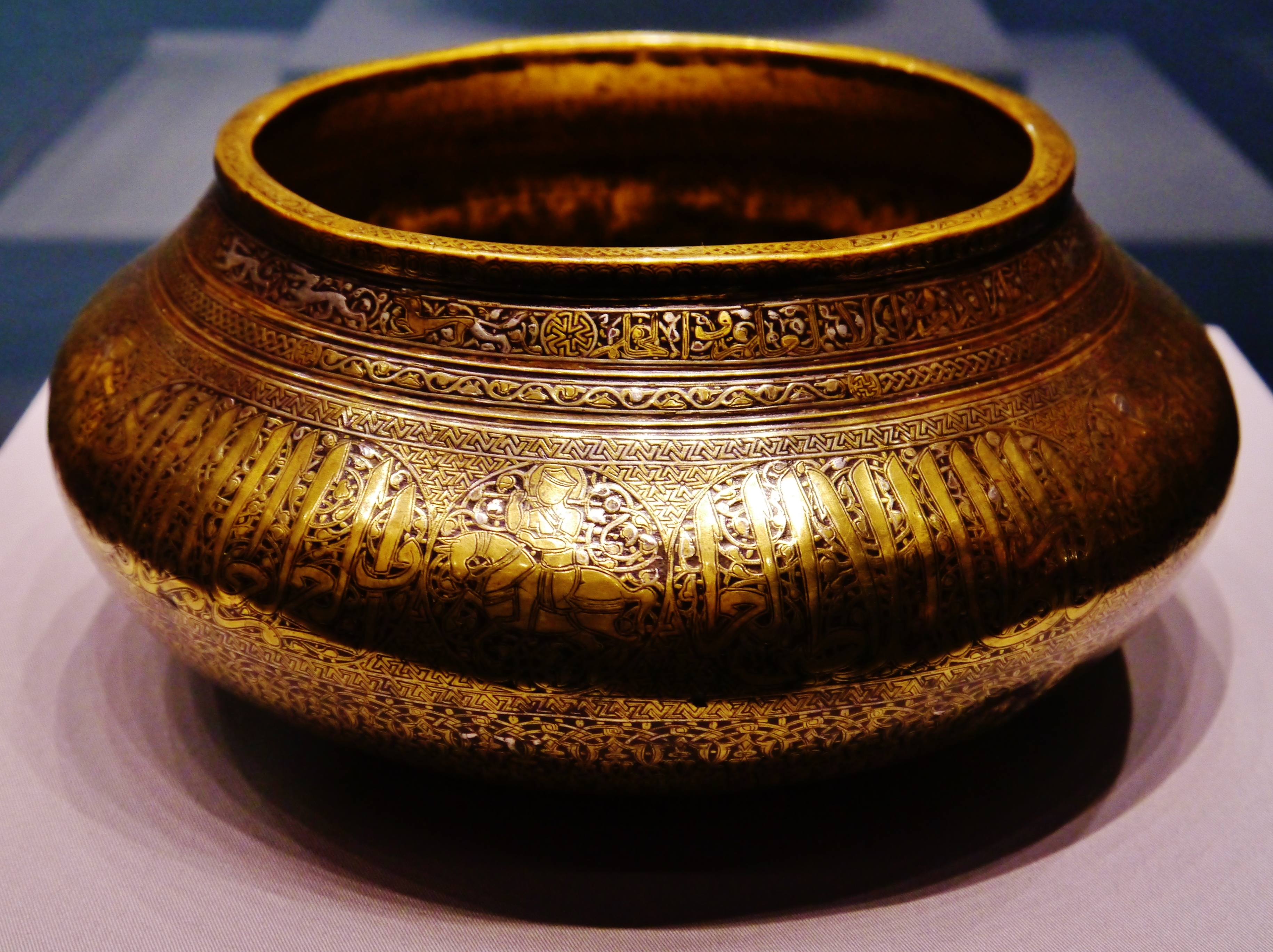
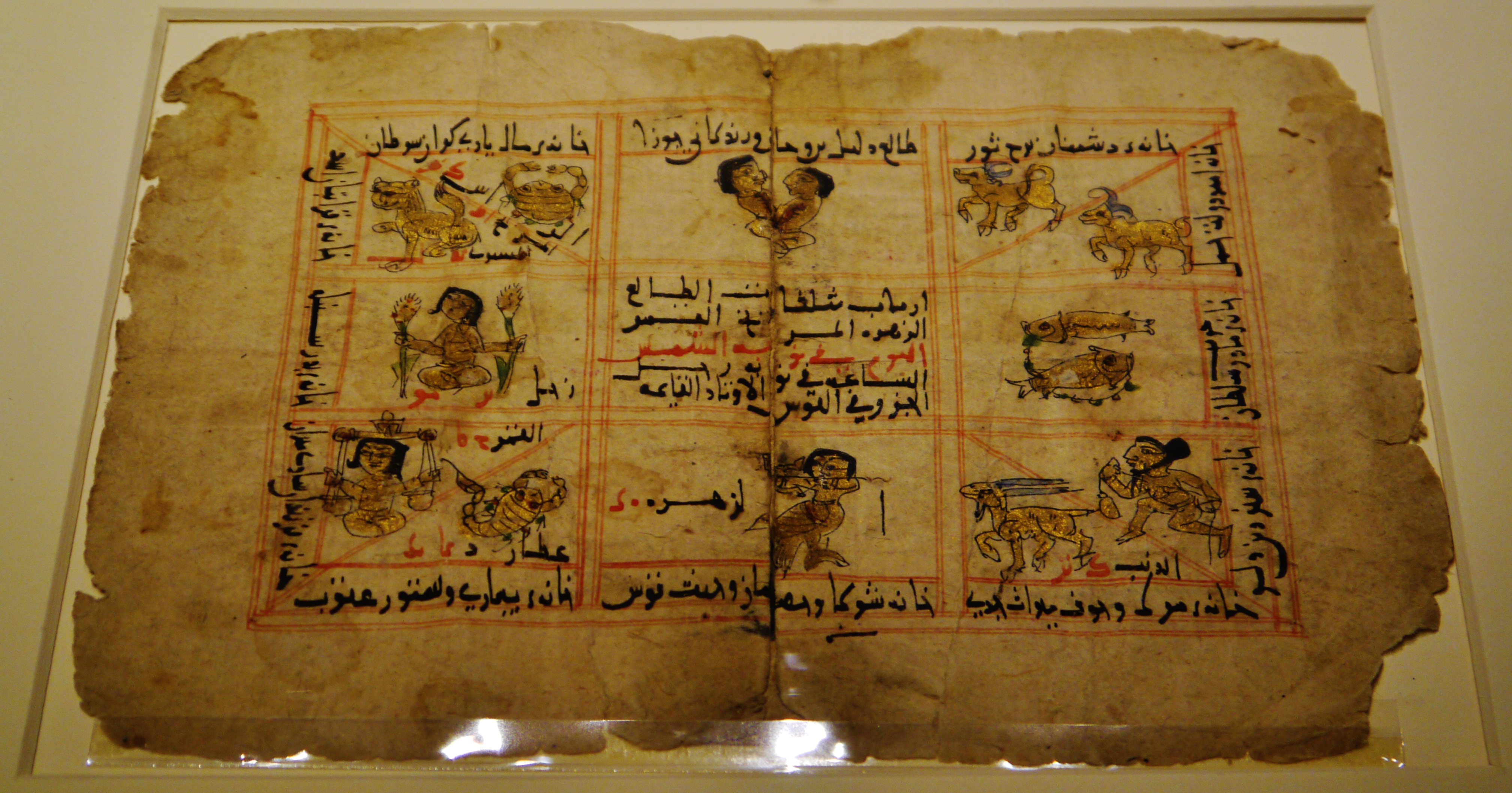